# Species Muscorum Frondosorum, Supplementum Tertium
Species Muscorum Frondosorum, Supplementum Tertium (abreviado Sp. Musc. Frond., Suppl. 3) es un libro con ilustraciones y descripciones botánicas que fue escrito por; Christian Friedrich Schwägrichen y publicado en el año 1827 en Leipzig (Alemania); París (Francia); Londres (Reino Unido), con el nombre de Species muscorum frondosorum descriptae et tabulis aeneis coloratis illustratae opus postumun. Supplementum tertium / scriptum a Friderico Schwaegrichen prof. Lipsiensi. Volumen primum. Tabulis aeneis L. illustratum.